# Gleison Bremer
Gleison Bremer Silva Nascimento (Itapitanga, Estado de Bahía, Brasil, 18 de marzo de 1997), más conocido simplemente como Bremer, es un futbolista brasileño que juega como defensor y su equipo es la Juventus F. C. de la Serie A de Italia.

## Trayectoria

### Atlético Mineiro
Debutó el 26 de junio de 2017 con la camiseta del Atlético Mineiro en la victoria por 1-0 ante el Chapecoense. Marcó su primer gol en liga el 13 de mayo de 2018 en la victoria a domicilio por 2-1 ante el Athletico Paranaense.

### Torino
El 10 de julio de 2018 fue comprado por completo por el Torino de Italia. Debutó con la camiseta granada el 12 de agosto en el partido de Copa Italia ante el Cosenza, sustituyendo a su compañero Armando Izzo a los 23 minutos del segundo tiempo. El 19 de agosto debutó en la Serie A, sustituyendo nuevamente a Armando Izzo, en el partido perdido por Toro 0-1 ante la Roma. En la Serie A salió por primera vez como titular el 3 de mayo durante el Derbi de Turín en el empate 1-1 ante la Juventus. La primera temporada con la camiseta granada terminó con solo 7 apariciones en total entre la Serie A y la Copa de Italia, terminó en el papel de defensa central izquierdo en la defensa de tres hombres de Koffi Djidji y Emiliano Moretti.
Tras la retirada de Moretti, el entrenador Walter Mazzarri le propone ser titular al inicio de la siguiente temporada. El 25 de julio de 2019 debutó en competiciones de clubes de la UEFA, con motivo de la primera ronda de clasificación de la Europa League ante el Debrecen el cual fue victoria por 3-0. En la segunda fase de clasificación de la Liga Europa de la UEFA 2019-20 en el minuto 43 de la primera parte venció a su portero en un autogol provocando el 0-1 ante el Wolverhampton, partido que terminará con el resultado de 2- 3.
Gracias también a la venta de Kevin Bonifazi encuentra cada vez más continuidad, y el 30 de noviembre marco su primer gol decisivo en la victoria a domicilio ante el Genoa por 1-0. El  28 de enero anotó un doblete en el partido de la Copa Italia que perdió 4-2 contra el Milán. Cuando se reanudó el campeonato, jugó todos los partidos como titular, anotando contra Cagliari y Génova. Al final de la temporada hizo un total de 35 apariciones con 5 goles anotados.

### Juventus
El 20 de julio de 2022 se hace oficial su fichaje por la Juventus F. C., equipo del que iba a formar parte durante las siguientes temporadas.

## Selección nacional

### Participaciones en Copas del Mundo
| Mundial      | Sede  | Resultado        | Partidos | Goles |
| ------------ | ----- | ---------------- | -------- | ----- |
| Mundial 2022 | Catar | Cuartos de final | 2        | 0     |

### Participaciones en Copas América
| Torneo            | Sede           | Resultado        | Partidos | Goles |
| ----------------- | -------------- | ---------------- | -------- | ----- |
| Copa América 2024 | Estados Unidos | Cuartos de final | 0        | 0     |

## Estadísticas

### Clubes
Actualizado al último partido disputado el 2 de octubre de 2024.
| Club                      | Temporada     | Div.          | Liga  | Liga  | Copas nacionales | Copas nacionales | Copas internacionales | Copas internacionales | Estatal | Estatal | Total | Total |
| Club                      | Temporada     | Div.          | Part. | Goles | Part.            | Goles            | Part.                 | Goles                 | Part.   | Goles   | Part. | Goles |
| ------------------------- | ------------- | ------------- | ----- | ----- | ---------------- | ---------------- | --------------------- | --------------------- | ------- | ------- | ----- | ----- |
| Atlético Mineiro · Brasil | 2017          | 1.ª           | 12    | 0     | 1                | 0                | 1                     | 0                     | 1       | 0       | 15    | 0     |
| Atlético Mineiro · Brasil | 2018          | 1.ª           | 11    | 1     | 3                | 0                | 2                     | 0                     | 2       | 0       | 18    | 1     |
| Atlético Mineiro · Brasil | Total club    | Total club    | 23    | 1     | 4                | 0                | 3                     | 0                     | 3       | 0       | 33    | 1     |
| Torino F. C. · Italia     | 2018-19       | 1.ª           | 5     | 0     | 2                | 0                | ―                     | ―                     | ―       | ―       | 7     | 0     |
| Torino F. C. · Italia     | 2019-20       | 1.ª           | 27    | 3     | 2                | 2                | 6                     | 0                     | ―       | ―       | 35    | 5     |
| Torino F. C. · Italia     | 2020-21       | 1.ª           | 33    | 5     | 2                | 0                | ―                     | ―                     | ―       | ―       | 35    | 5     |
| Torino F. C. · Italia     | 2021-22       | 1.ª           | 33    | 3     | 0                | 0                | ―                     | ―                     | ―       | ―       | 33    | 3     |
| Torino F. C. · Italia     | Total club    | Total club    | 98    | 11    | 6                | 2                | 6                     | 0                     | 0       | 0       | 110   | 13    |
| Juventus F. C. · Italia   | 2022-23       | 1.ª           | 30    | 4     | 2                | 0                | 11                    | 1                     | ―       | ―       | 43    | 5     |
| Juventus F. C. · Italia   | 2023-24       | 1.ª           | 36    | 3     | 4                | 0                | —                     | —                     | —       | —       | 40    | 3     |
| Juventus F. C. · Italia   | 2024-25       | 1.ª           | 6     | 0     | 0                | 0                | 1                     | 0                     | ―       | ―       | 7     | 0     |
| Juventus F. C. · Italia   | Total club    | Total club    | 72    | 7     | 6                | 0                | 12                    | 1                     | 0       | 0       | 90    | 8     |
| Total carrera             | Total carrera | Total carrera | 193   | 19    | 16               | 2                | 21                    | 1                     | 3       | 0       | 233   | 22    |

## Palmarés

### Campeonatos estatales
| Título             | Club             | Estado       | Año  |
| ------------------ | ---------------- | ------------ | ---- |
| Campeonato Mineiro | Atlético Mineiro | Minas Gerais | 2017 |

### Campeonatos nacionales
| Título      | Club           | País   | Año  |
| ----------- | -------------- | ------ | ---- |
| Copa Italia | Juventus F. C. | Italia | 2024 |